# Гаспарян, Гоар Микаэловна
Здесь дома на спине облаков

Утопают в объятьях садов,

А в лощинах ночует туман —

Дилижан, Дилижан, Дилижан!
Где обрыв недоступен и крут,

Птицы гнёзда уютные вьют

И поют, как Гоар Гаспарян:

«Дилижан, Дилижан, Дилижан!»
Каменистою горной тропой

Я иду за своею судьбой.

Верю я её карим глазам,

Дилижан, Дилижан, Дилижан!
Гоа́р Микаэ́ловна Гаспаря́н (арм. Գոհար Միքայելի Գասպարյան, урождённая Хачатрян, арм. Խաչատրյան, 14 декабря 1924 — 16 мая 2007) — советская, армянская оперная певица (лирико-колоратурное сопрано), педагог. Народная артистка СССР (1956). Герой Социалистического Труда (1984). Лауреат Сталинской премии третьей степени (1951).

## Биография
Гоар Гаспарян родилась 14 декабря 1924 года (по другим источникам — 12 февраля 1922 года) в Каире (по другим источникам в посёлке Ибрагим-Шаркиай, Египет).
Училась в Каире в колледже Галустянов, в котором преподавали и музыку. Пела в армянской церкви Григора Лусаворича (Григория Просветителя). Музыкальное образование получила под руководством профессоров из Италии Элиз Фельдман и Винченцо Карро.
В 1940—1948 годах была солисткой Египетского государственного радио, успешно выступала с сольными концертами.
В 1948 году переехала в Армению.
С 1949 года — солистка Армянского театра оперы и балета им. А. А. Спендиарова, где спела главные партии в двадцати трёх операх.
В концертных программах её репертуар содержал около пятисот произведений европейских композиторов (И. С. Бах, Г. Ф. Гендель, В. А. Моцарт, И. Штраус, Э. Григ, Р. М. Глиэр, С. В. Рахманинов, П. И. Чайковский, Комитас, итальянские мастера религиозной музыки и другие).
Гастролировала во многих городах СССР и за рубежом (Польша, Венгрия, Румыния, Англия, Франция, Япония, США, Канада, Бразилия, Мексика, Турция).
С 1964 года преподавала в Ереванской консерватории им. Комитаса (с 1973 — профессор). Подготовила целую плеяду певцов и певиц. Учеником был и её супруг Тигран Левонян.
Депутат Верховного Совета СССР 7—8 созывов (1966—1974). Депутат Верховного Совета Армянской ССР 5 созыва.
Гоар Микаэловна Гаспарян скончалась 16 мая 2007 года в Ереване. Похоронена в пантеоне парка имени Комитаса.

### Семья
- Первый муж — Айк Гаспарян[6]
- Второй муж — Тигран Левонян (1936—2004), певец (тенор), режиссёр, народный артист Республики Армения, профессор Ереванской консерватории, директор Армянского академического театра оперы и балета им. А. Спендиарова с 1991 по 1999 год.
- Дочь — Седа Гаспарян (род. 1949), проживает в Ереване.

## Награды и звания
- Герой Социалистического Труда (1984) — за выдающиеся заслуги в развитии советского музыкального искусства
- Народная артистка Армянской ССР (1954)[7][8]
- Народная артистка СССР (1956)
- Сталинская премия третьей степени (1951) — за исполнение партии Гоар в оперном спектакле «Героиня» А. Л. Степаняна
- Государственная премия Армянской ССР (1964)
- Орден Ленина (1984)
- Орден Дружбы народов (1981)
- Орден Святого Месропа Маштоца (1994)
- Почётный гражданин Еревана (1984)[9].

## Творчество

### Партии
- Ануш — «Ануш» А. Т. Тиграняна
- Шушан — «Давид-бек» А. Т. Тиграняна
- Гоар — «Героиня» А. Л. Степаняна
- Олимпия — «Аршак II» Т. Г. Чухаджяна
- Каринэ — «Каринэ» Т. Г. Чухаджяна
- Лючия — «Лючия ди Ламмермур» Г. Доницетти
- Линда — «Линда ди Шамуни» Г. Доницетти
- Норина — «Дон Паскуале» Г. Доницетти
- Лакме — «Лакме» Л. Делиба
- Виолетта — «Травиата» Дж. Верди
- Дездемона — «Отелло» Дж. Верди
- Джильда — «Риголетто» Дж. Верди
- Розина — «Севильский цирюльник» Дж. Россини
- Норма — «Норма» В. Беллини
- Марфа — «Царская невеста» Н. А. Римского-Корсакова
- Прилепа — «Пиковая дама» П. И. Чайковского
- Шемаханская царица — «Золотой петушок» Н. А. Римского-Корсакова
- Динора — «Динора» Дж. Мейербера
- Амина — «Сомнамбула» В. Беллини
- Маргарита — «Фауст» Ш. Гуно
- Джульетта — «Ромео и Джульетта» Ш. Гуно
- Недда — «Паяцы» Р. Леонкавалло.

### Фильмография
- 1954 — «Армянский киноконцерт», Ереванская киностудия, режиссёры: Л. Исаакян, Г. Саркисов (звучат арии из армянских опер; в числе исполнителей — Гоар Гаспарян)
- 1954 — «Тайна горного озера», Ереванская киностудия, режиссёр А. Роу (фильм для детей, песню Каринэ исполняет Гоар Гаспарян)
- 1959 — «В этот праздничный вечер», Центральное телевидение, режиссёр Герман Ливанов, Фахри Мустафаев (музыкальный фильм)
- 1963 — «Поёт Гоар Гаспарян», «Арменфильм», режиссёр Г. Мелик-Авакян (фильм состоит из одиннадцати музыкальных новелл, которые исполняет Гоар Гаспарян)
- 1967 — «Каринэ», «Арменфильм», режиссёр А. Манарян (музыкальная комедия по оперетте Т. Чухаджяна «Леблебиджи», партию Каринэ исполняет Гоар Гаспарян)
- 1974 — «Гоар», студия телефильмов «Ереван», режиссёр М. Варжапетян (фильм-концерт с участием Гоар Гаспарян)
- 1983 — «Ануш», студия телефильмов «Ереван», режиссёр М. Варжапетян (фильм-опера по одноимённому произведению А. Тиграняна; роль Ануш исполняет С. Саакянц, партию Ануш исполняет Гоар Гаспарян)
- 1988 — «Аршак II», «Арменфильм», режиссёр Т. Левонян (фильм-опера по одноимённому произведению Т. Чухаджяна; партию Олимпии исполняет Гоар Гаспарян).

## Мнения
- «Поет Гоар Гаспарян — в 1950-е и позже эти слова означали очень много и были понятны любому советскому человеку, мало-мальски знакомому с оперным пением»Первый посол России в Армении Владимир Ступишин
- «Такие гиганты, как Гоар Микаэловна рождаются раз в столетие. Самые сложные произведения мировых классиков, порою кажущиеся невозможными для исполнения, в гаспаряновской трактовке не только получают новую жизнь, но и становятся выше авторской трактовки. Гоар — звезда вокального искусства и стоит нескольких созвездий»Народная артистка СССР З. А. Долуханова
- «Птицы научили Гоар пению, а она их — щебетанию»Аветик Исаакян
- «Песня Гоар Гаспарян — улыбка искусства, она украшает жизнь. Имя великой певицы неизменно вызывает чувство глубокой гордости и восхищения у всех без исключения армян»Александр Мелик-Пашаев
- «До Гоар Гаспарян у нас не знали, что такое колоратурное сопрано»Народная артистка СССР Ирина Архипова